# تپه غلام گوهره
تپه غلام گوهره (هـ. ۱۰۲) مربوط به دوران پیش از تاریخ ایران باستان است و در شهرستان هرسین، روستای گوهره واقع شده و این اثر در تاریخ ۲۴ فروردین ۱۳۸۲ با شمارهٔ ثبت ۸۱۳۸ به‌عنوان یکی از آثار ملی ایران به ثبت رسیده است.